# Bandera de la República Democràtica del Congo
La bandera de la República Democràtica del Congo és de camp blau cel, amb una estrella daurada de cinc puntes al cantó superior esquerre i una banda vermella, fimbriada de groc pels dos costats, la travessa en diagonal des del cantó inferior esquerre fins al superior dret. Fou adoptada el 20 de febrer de 2006.
El blau cel simbolitza la pau, la banda vermella representa la sang dels màrtirs i el color groc és un signe de la riquesa del país, mentre que l'estrella groga vol transmetre la idea d'un país unit i amb un futur prometedor.

## Colors
| Model de color | Blau        | Vermell     | Groc         |
| -------------- | ----------- | ----------- | ------------ |
| Pantone        | 299C        | 186C        | 107C         |
| CMYK           | 100-50-0-0  | 0-92-84-19  | 0-13-90-3    |
| RGB            | 0, 127, 255 | 206, 16, 33 | 247, 214, 24 |
| HTML           | 007FFF      | CE102F      | F7D618       |

## Història
La primera bandera del Congo va ser creada per l'Associació Internacional Africana del rei Leopold II de Bèlgica, i tenia una estrella de cinc puntes al centre sobre un fons blau fosc. Es diu que fou dissenyada per Henry Morton Stanley, i representava la llum de la civilització sobre l'Àfrica negra. Aquesta bandera va ser usada per l'Estat independent del Congo.
Després de la independència del Congo, el 30 de juny de 1960, s'hi van afegir sis estrelles, que representaven les sis províncies que componien el Congo Belga de l'època.
El 1963, després de la rebel·lió de Katanga i el cop d'estat del general Mobutu Sese Seko, es va adoptar una nova bandera, també de color blau, amb una sola estrella groga al cantó superior esquerre i una franja diagonal de color vermell ribetejada de groc.
El 1971 la bandera va canviar al mateix temps que el nom del país. La bandera de la República del Zaire tenia el fons verd clar, amb un disc groc al centre, on es trobava una mà que portava una torxa amb flames vermelles.
El 1997, amb la caiguda del règim del general Mobutu, es va adoptar de nou la bandera de la independència.
El 2005, la nova constitució preveia de restablir una bandera semblant a la de 1966. Després de l'adopció de la constitució, aquesta bandera és oficial i hissada des del 18 de febrer del 2006.
Heràldicament la bandera es pot descriure de la manera següent: d'atzur, una barra de gules fimbriada d'or, acompanyada al cantó destre del cap d'una estrella de cinc puntes d'or.

## Banderes històriques

Bandera de l'Associació Internacional Africana, de l'Estat independent del Congo i del Congo Belga (1877-1960)
Bandera de la República del Congo (Congo-Kinshasa) (1960-1963)
Bandera de la República del Congo (Congo-Kinshasa) (1966-1971)
Bandera del Zaire (1971-1997)
Bandera de la República Democràtica del Congo (1997-2006)